# Talbrücke Nestelgraben
Die Talbrücke Nestelgraben ist eine 302 m lange Brücke der Bundesautobahn 73. 
Das Bauwerk liegt westlich von Lichtenfels zwischen den Autobahnanschlussstellen Ebersdorf bei Coburg und Untersiemau. Es überspannt in einer Höhe von maximal 25 m mit acht Feldern im Lichtenfelser Forst das Tal des Nestelgrabens mit zwei Forstwegen. Gebaut wurde die im Grundriss gekrümmte Überführung mit zwei getrennten Überbauten zwischen den Jahren 2006 und 2007. 

## Gründung und Unterbauten

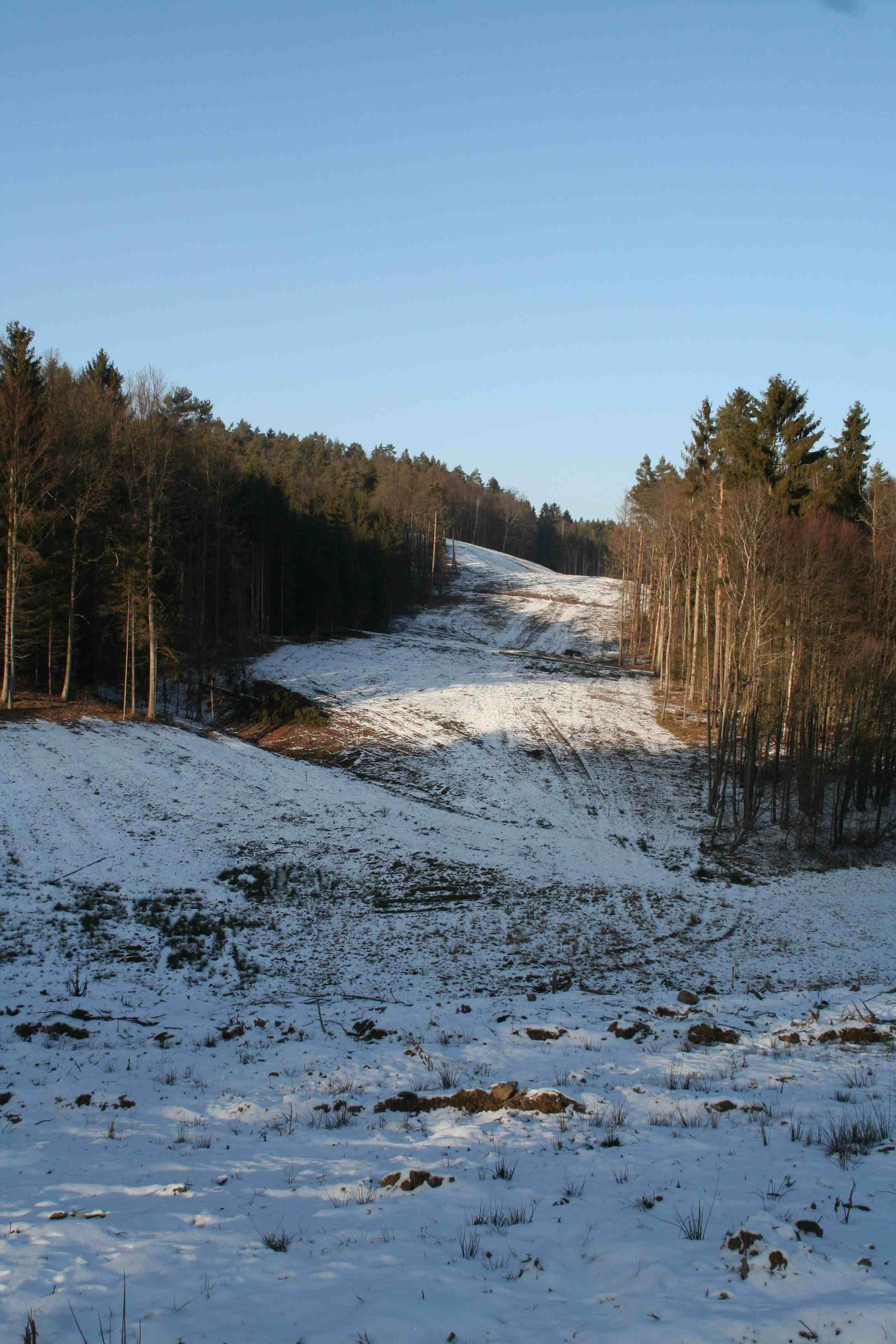
Tal des Nestelgrabens im Januar 2006

Die Widerlager und Pfeiler sind auf insgesamt 132 Großbohrpfählen mit einem Durchmesser von 1,2 m und Längen zwischen 13 und 28 m gegründet. Dabei wurden für eine Stütze vier Pfähle unter der 1,2 m dicken Pfahlkopfplatte angeordnet. Die achteckigen Pfeiler, mit Höhen von maximal 23 m, haben einen  Stahlbetonvollquerschnitt mit 2,1 m Breite. Diese sind paarweise durch bis zu drei Querriegel miteinander verbunden. 

## Überbauten
Die beiden nebeneinanderliegenden Überbauten der Spannbetonbrücke weisen den Durchlaufträger als Bauwerkssystem auf. Sie haben einen zweistegigen Plattenbalkenquerschnitt mit einer konstanten Konstruktionshöhe von 1,9 m und einem Balkenabstand von 6,5 m. Die Längsvorspannung besteht aus internen Spanngliedern. Der Überbau hat in den Stützenachsen keine  Querträger. Die Stützweiten betragen für die achtfeldrige Brücke 31,0 m bei den Endfeldern und 40,0 m bei den sechs Innenfeldern.

## Bauausführung
Baubeginn war im März 2006 der Herstellung der Tiefgründung durch ein Pfahlbohrgerät. Die beiden Überbauten werden mit einer Vorschubrüstung hergestellt, welche sich auf Querjoche abstützte, die über Steckträger in Pfeileraussparungen verankert waren. Bis Ende des Jahres 2006 war der Überbau für die Richtungsfahrbahn Suhl betoniert. Im Juli 2007 war der Überbau für die andere Richtungsfahrbahn hergestellt.

## Bauzustände

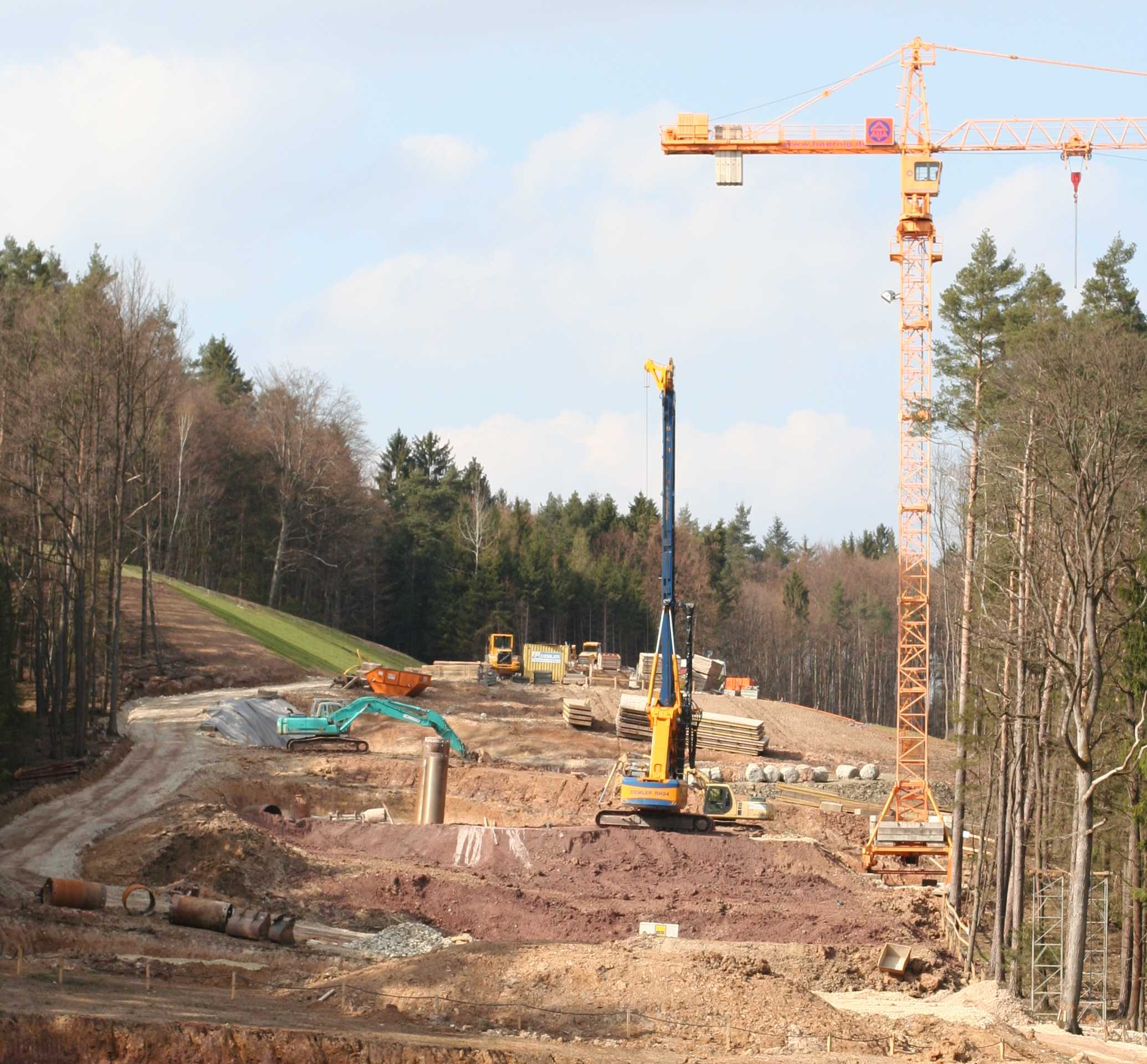
Baustelle April 2006
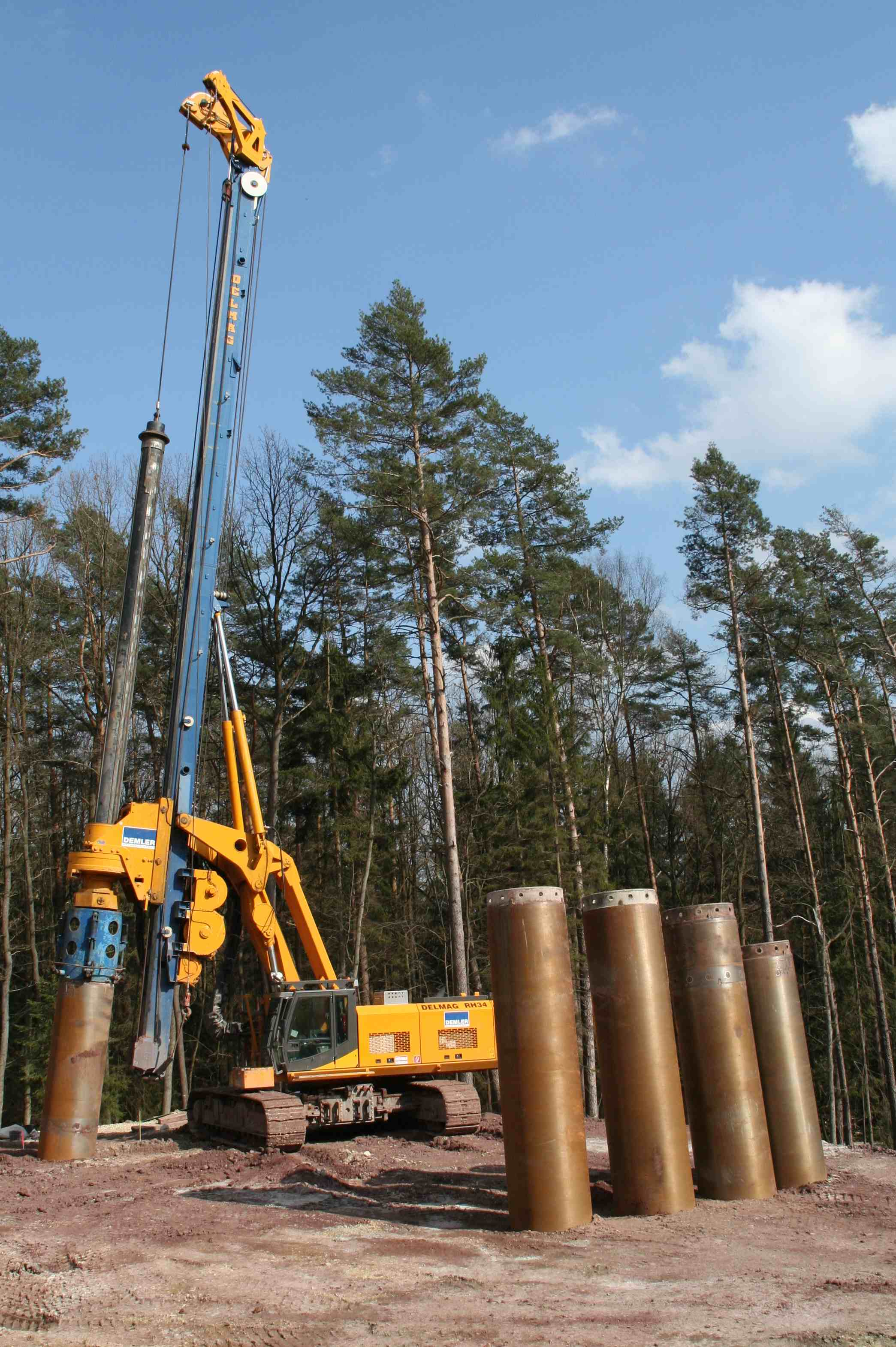
Bohrpfahlgerät
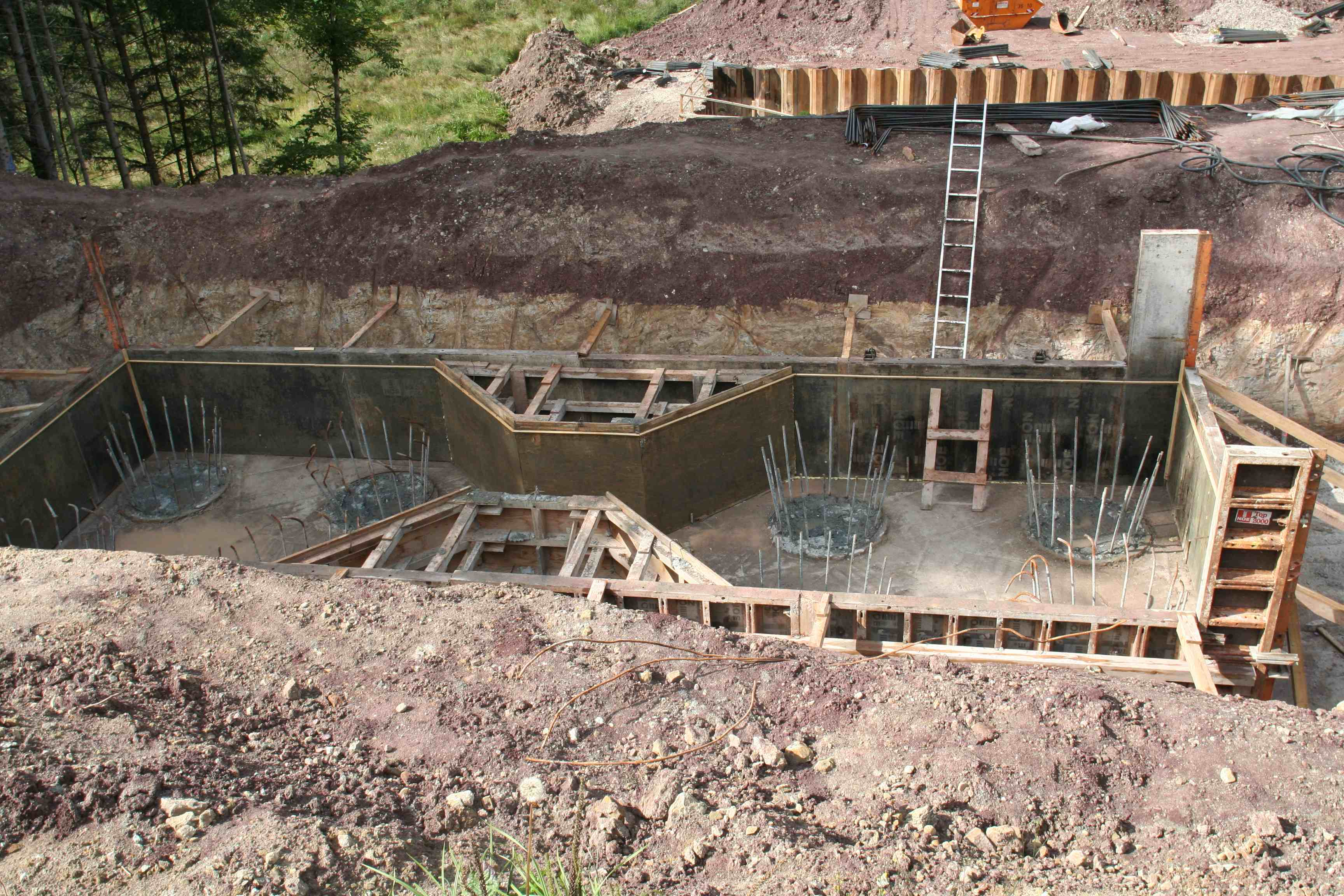
Pfahlkopffundament
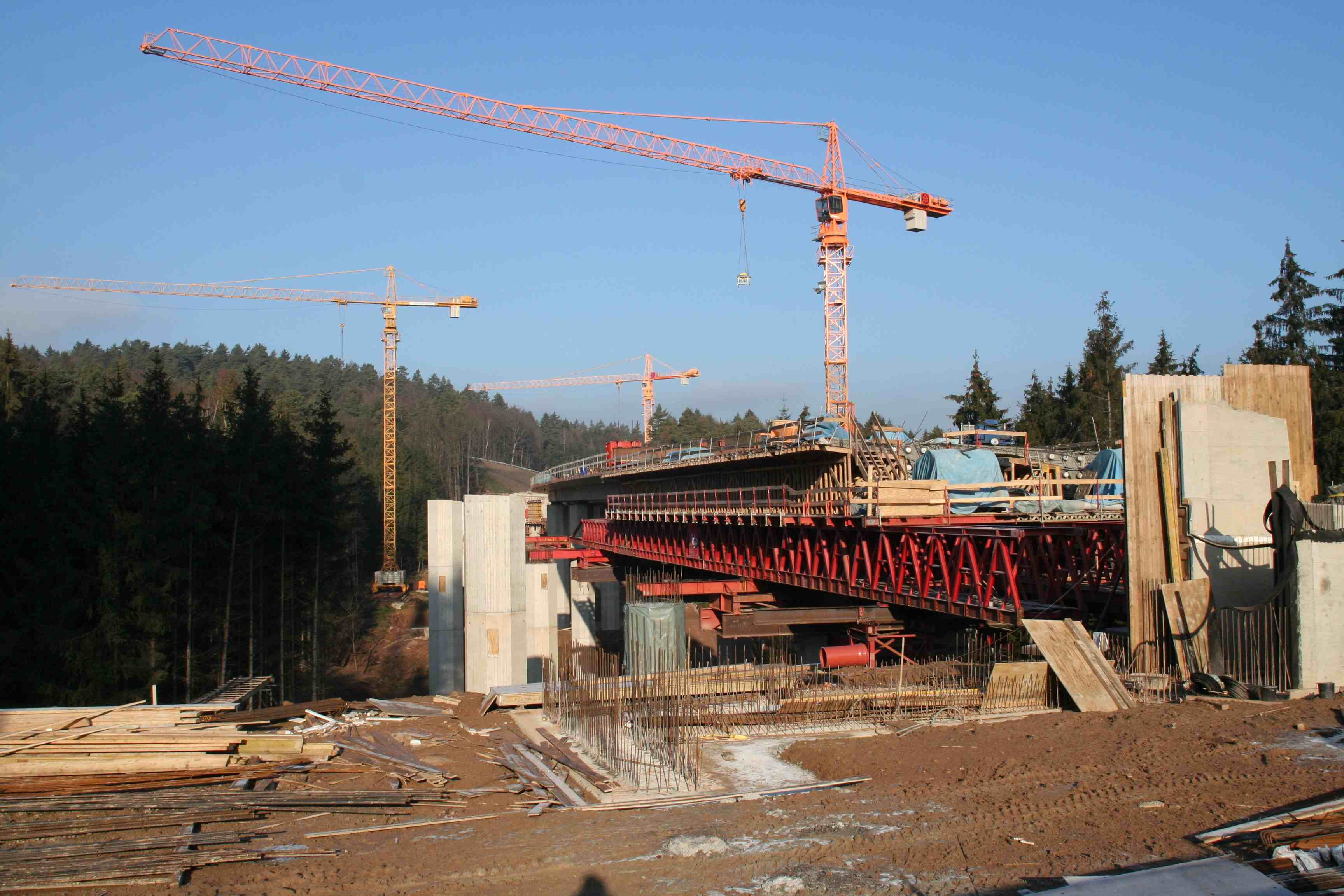
Vorschubrüstung Dezember 2006